# Trilacuna jinyun
Espèce
Trilacuna jinyun est une espèce d'araignées aranéomorphes de la famille des Oonopidae.

## Distribution
Cette espèce est endémique de Chongqing en Chine,. Elle se rencontre dans le district de Beibei.

## Description
Le mâle holotype mesure 2,39 mm et la femelle paratype 2,44 mm.

## Systématique et taxinomie
Cette espèce a été décrite par Tong, Zhang et Li en 2021.

## Étymologie
Son nom d'espèce lui a été donné en référence au lieu de sa découverte, le mont Jinyun.

## Publication originale
- Huang, Bian, Tong, Zhang & Li, 2021 : « Two new species of the genus Trilacuna (Araneae: Oonopidae) from Jinyun Mountain of Chongqing, China. » European Journal of Taxonomy, vol. 748, p. 1-14 (texte intégral).